# Finale du Grand Prix ISU 2017-2018
Navigation
Édition précédente Édition suivante
La finale du Grand Prix ISU est la dernière épreuve qui conclut chaque année le Grand Prix international de patinage artistique organisé par l'International Skating Union. Elle accueille des patineurs amateurs de niveau senior dans quatre catégories: simple messieurs, simple dames, couple artistique et danse sur glace.
Pour la saison 2017/2018, la finale est organisée du 7 au 10 décembre 2017 au Nippon Gaishi Hall de Nagoya au Japon. Il s'agit de la 23e finale depuis la création du Grand Prix ISU en 1995.

## Qualifications
Seuls les patineurs qui atteignent l'âge de 15 ans au 1er juillet 2017 peuvent participer aux épreuves du Grand Prix ISU 2017/2018. Les épreuves de qualifications sont successivement :
- la Coupe de Russie du 20 au 22 octobre 2017 à Moscou
- le Skate Canada du 27 au 29 octobre 2017 à Regina
- la Coupe de Chine du 3 au 5 novembre 2017 à Pékin
- le Trophée NHK du 10 au 12 novembre 2017 à Osaka
- le Trophée de France du 17 au 19 novembre 2017 à Grenoble
- le Skate America du 24 au 26 novembre 2017 à Lake Placid

Les patineurs participent à un ou deux grands-prix. Les six patineurs qui ont obtenu le plus de points sont qualifiés pour la finale et les trois patineurs suivants sont remplaçants.
|             | Messieurs                | Dames                         | Couples                              | Danse sur glace                         |
| ----------- | ------------------------ | ----------------------------- | ------------------------------------ | --------------------------------------- |
| 1           | Nathan Chen              | Ievguenia Medvedeva (Forfait) | Sui Wenjing / Han Cong               | Gabriella Papadakis / Guillaume Cizeron |
| 2           | Shoma Uno                | Alina Zagitova                | Evgenia Tarasova / Vladimir Morozov  | Tessa Virtue / Scott Moir               |
| 3           | Mikhail Kolyada          | Kaetlyn Osmond                | Aljona Savchenko / Bruno Massot      | Maia Shibutani / Alex Shibutani         |
| 4           | Sergey Voronov           | Carolina Kostner              | Meagan Duhamel / Eric Radford        | Madison Chock / Evan Bates              |
| 5           | Adam Rippon              | Maria Sotskova                | Ksenia Stolbova / Fedor Klimov       | Madison Hubbell / Zachary Donohue       |
| 6           | Jin Boyang (Forfait)     | Wakaba Higuchi                | Yu Xiaoyu / Zhang Hao                | Anna Cappellini / Luca Lanotte          |
| Remplaçants |                          |                               |                                      |                                         |
| 1er         | Jason Brown (Remplaçant) | Satoko Miyahara (Remplaçante) | Vanessa James / Morgan Ciprès        | Ekaterina Bobrova / Dmitri Soloviev     |
| 2e          | Javier Fernández         | Kaori Sakamoto                | Kristina Astakhova / Alexei Rogonov  | Kaitlyn Weaver / Andrew Poje            |
| 3e          | Misha Ge                 | Polina Tsurskaya              | Nicole Della Monica / Matteo Guarise | Aleksandra Stepanova / Ivan Bukin       |

## Résultats

### Messieurs
| Rang | Nom             | Pays       | Points | Programme court | Programme court | Programme libre | Programme libre |
| ---- | --------------- | ---------- | ------ | --------------- | --------------- | --------------- | --------------- |
| 1    | Nathan Chen     | États-Unis | 286.51 | 1               | 103.32          | 2               | 183.19          |
| 2    | Shoma Uno       | Japon      | 286.01 | 2               | 101.51          | 1               | 184.50          |
| 3    | Mikhail Kolyada | Russie     | 282.00 | 3               | 99.22           | 3               | 182.78          |
| 4    | Sergey Voronov  | Russie     | 266.59 | 5               | 87.77           | 4               | 178.82          |
| 5    | Adam Rippon     | États-Unis | 254.33 | 6               | 86.19           | 5               | 168.14          |
| 6    | Jason Brown     | États-Unis | 253.81 | 4               | 89.02           | 6               | 164.79          |

### Dames

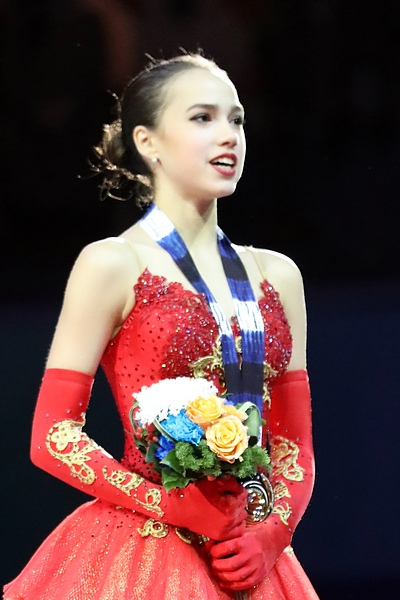
La médaillée d'or Alina Zagitova

| Rang | Nom              | Pays   | Points | Programme court | Programme court | Programme libre | Programme libre |
| ---- | ---------------- | ------ | ------ | --------------- | --------------- | --------------- | --------------- |
| 1    | Alina Zagitova   | Russie | 223.30 | 2               | 76.27           | 1               | 147.03          |
| 2    | Maria Sotskova   | Russie | 216.28 | 4               | 74.00           | 2               | 142.28          |
| 3    | Kaetlyn Osmond   | Canada | 215.16 | 1               | 77.04           | 5               | 138.12          |
| 4    | Carolina Kostner | Italie | 214.65 | 6               | 72.82           | 3               | 141.83          |
| 5    | Satoko Miyahara  | Japon  | 213.49 | 3               | 74.61           | 4               | 138.88          |
| 6    | Wakaba Higuchi   | Japon  | 202.11 | 5               | 73.26           | 6               | 128.85          |

### Couples

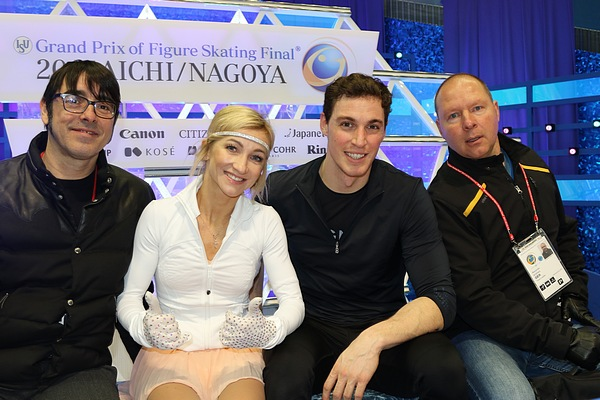
Les médaillés d'or Aljona Savchenko et Bruno Massot dans le kiss and cry avec leurs entraîneurs Jean-François Ballester et Alexander König

| Rang | Nom                                 | Pays      | Points | Programme court | Programme court | Programme libre | Programme libre |
| ---- | ----------------------------------- | --------- | ------ | --------------- | --------------- | --------------- | --------------- |
| 1    | Aljona Savchenko / Bruno Massot     | Allemagne | 236.68 | 1               | 79.73           | 1               | 157.25          |
| 2    | Sui Wenjing / Han Cong              | Chine     | 230.89 | 3               | 75.82           | 2               | 155.07          |
| 3    | Meagan Duhamel / Eric Radford       | Canada    | 210.83 | 5               | 72.18           | 3               | 138.65          |
| 4    | Ksenia Stolbova / Fedor Klimov      | Russie    | 209.26 | 4               | 73.15           | 5               | 136.11          |
| 5    | Evgenia Tarasova / Vladimir Morozov | Russie    | 208.73 | 2               | 78.83           | 6               | 129.90          |
| 6    | Yu Xiaoyu / Zhang Hao               | Chine     | 207.14 | 6               | 70.15           | 4               | 136.99          |

### Danse sur glace
| Rang | Nom                                     | Pays       | Points | Danse courte | Danse courte | Danse libre | Danse libre |
| ---- | --------------------------------------- | ---------- | ------ | ------------ | ------------ | ----------- | ----------- |
| 1    | Gabriella Papadakis / Guillaume Cizeron | France     | 202.16 | 1            | 82.07        | 1           | 120.09      |
| 2    | Tessa Virtue / Scott Moir               | Canada     | 199.86 | 2            | 81.53        | 2           | 118.33      |
| 3    | Maia Shibutani / Alex Shibutani         | États-Unis | 188.00 | 3            | 78.09        | 6           | 109.91      |
| 4    | Madison Hubbell / Zachary Donohue       | États-Unis | 187.40 | 4            | 74.81        | 4           | 112.59      |
| 5    | Madison Chock / Evan Bates              | États-Unis | 187.15 | 5            | 74.36        | 3           | 112.79      |
| 6    | Anna Cappellini / Luca Lanotte          | Italie     | 185.23 | 6            | 74.24        | 5           | 110.99      |

## Source
- (en) Résultats de la finale 2017/2018 du Grand Prix ISU sur le site de l'ISU